# District de Sri Sathya Sai
Le district de Sri Sathya Sai, est un district de l'État indien de l'Andhra Pradesh en Inde. Il est formé le 3 avril 2022 et nommé en référence au gourou Sathya Sai Baba. 
Le siège du district est la métropole de Puttaparthi.